# Oudegracht

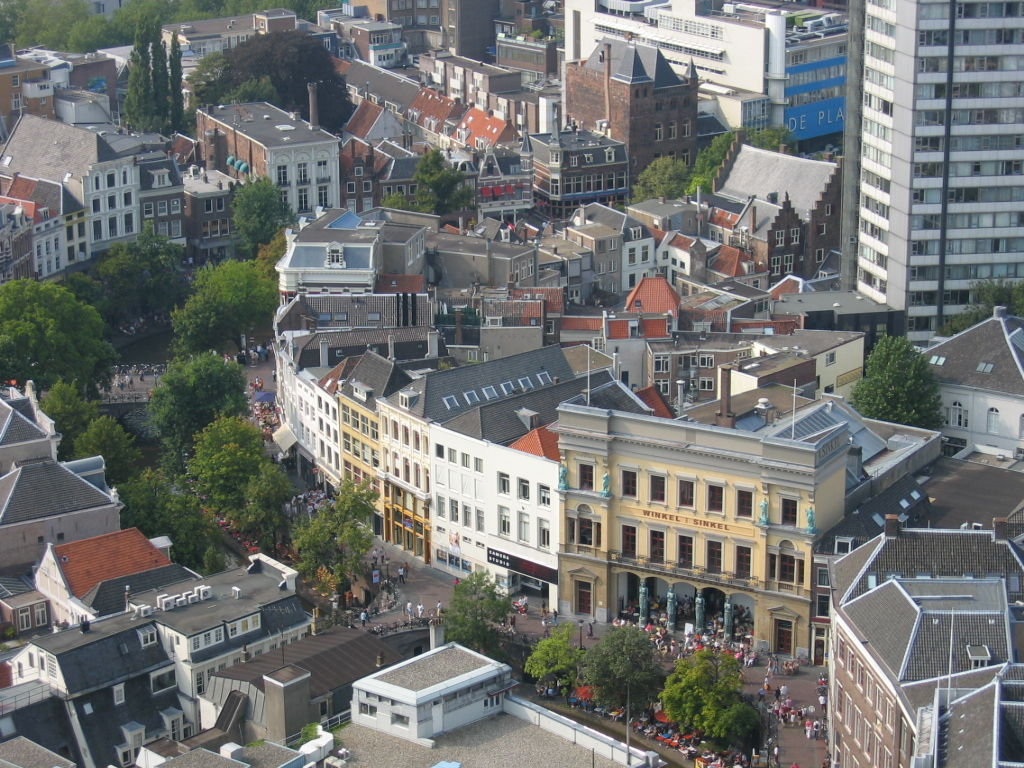
L'Oudegracht visto dalla Torre del Duomo (Domtoren)

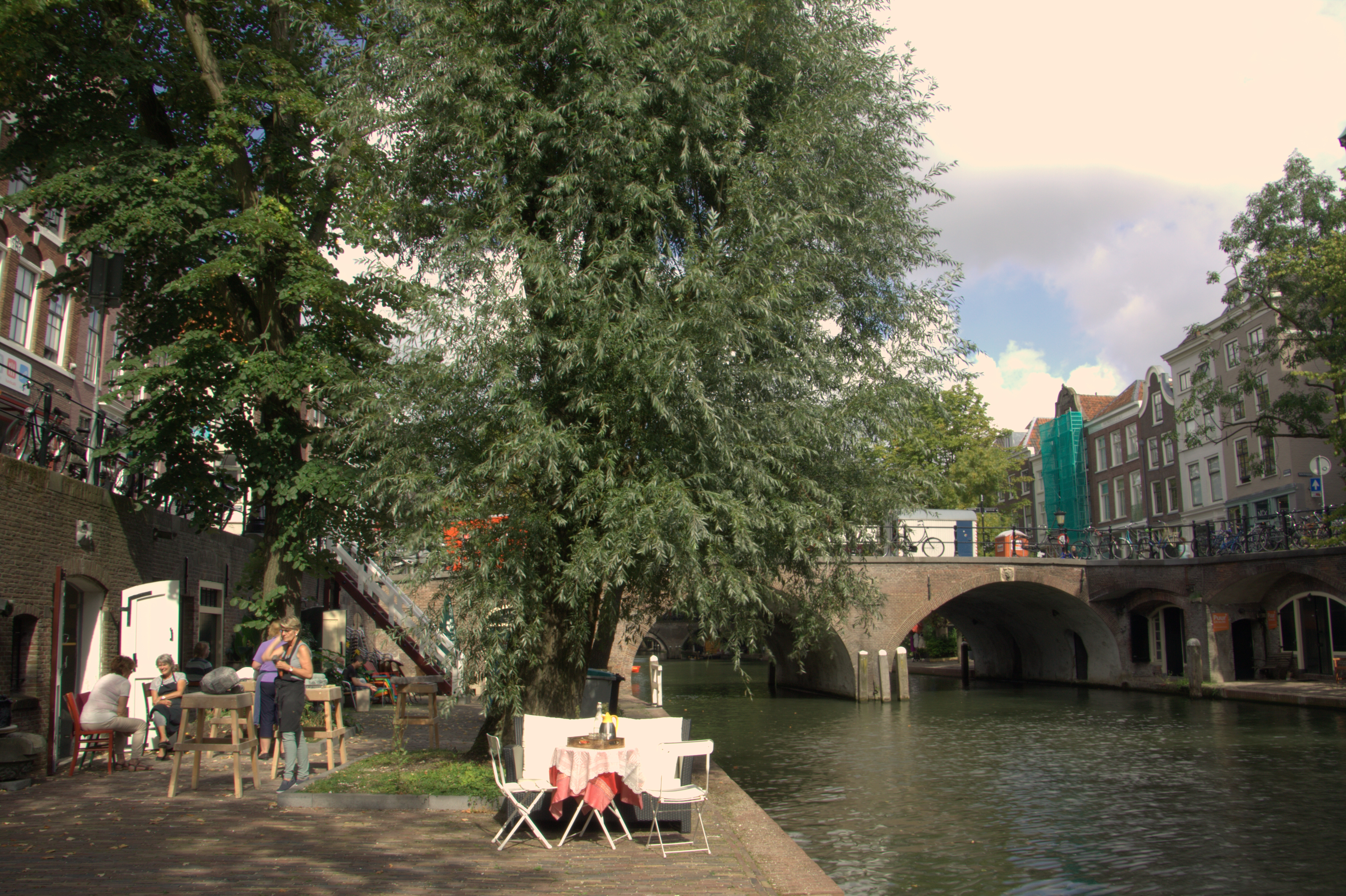
I kelders

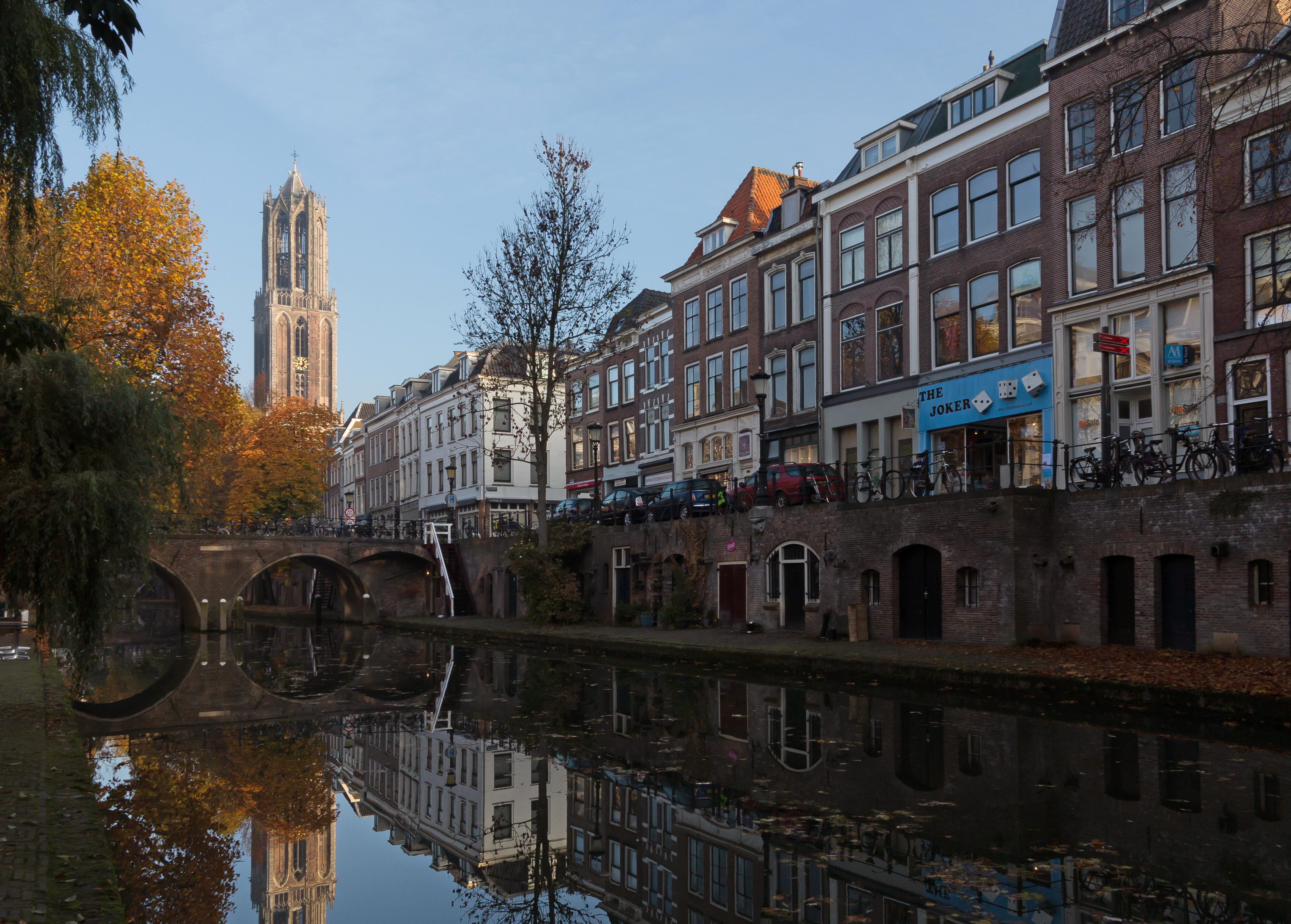
Torre del Duomo (Domtoren) vista dall'Oudegracht

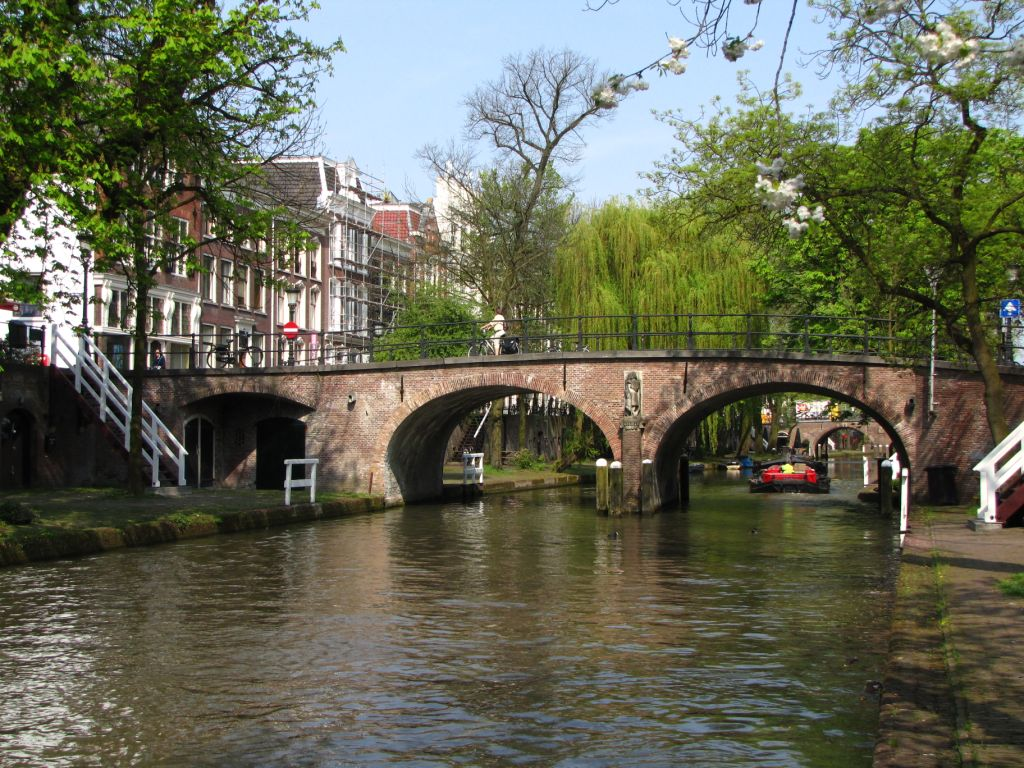
L'Oudegracht è attraversato da 16 ponti

L'Oudegracht (Canale Vecchio) è il canale più famoso della città olandese di Utrecht. Il canale di circa due chilometri può essere visto come il collegamento tra il Kromme Rijn e il Vecht, e attraversa tutto il centro storico da sud a nord. Da secoli è il cuore della città. Il sistema di banchine e cantine a volta dell'Oudegracht e del più piccolo Nieuwegracht (Canale Nuovo) è unico nel mondo. Nel 2008 è stato proposto come Patrimonio dell'umanità dell'UNESCO ma tale nomina non è ancora stata data.

## Origini
Ai tempi dell'Impero Romano e nei primi secoli medievali Utrecht era il punto in cui il Vecht si separava dall'ex ramo principale del Reno, gli attuali Kromme Rijn e Oude Rijn. Questi fiumi stavano diventando sempre meno navigabili e furono quindi gradualmente sostituiti da un sistema di canali del quale l'attuale Oudegracht è parte.
Probabilmente la parte dell'Oudegracht tra lo Stadhuisbrug e il Bakkerbrug segue il corso del vecchio ramo del Reno. La sezione tra il Gaardbrug e lo Stadhuisbrug era verosimilmente già stata scavata come parte del fossato dell'originario castrum Romano, che è stato poi trasformato nel Medioevo nel quartiere vescovile. Il primo ponte sull'Oudegracht è stato il Maartensbrug, all'epoca chiamato Borchbrug. Questo ponte costituì l'unico ingresso dell'antica fortezza.
La parte settentrionale dell'Oudegracht, tra il Bakkerbrug e il Zandbrug, fu probabilmente scavata alla fine del X secolo come collegamento tra il Reno e il Vecht, quando il Reno ha cominciato impantanarsi verso ovest.
Nel 1122 una diga fu costruita sul Reno vicino a Wijk bij Duurstede, riducendo il livello dell'acqua a Utrecht. I danni causati da questa diga al commercio di Utrecht sono stati compensati dallo scavo di un nuovo canale, il Vaartsche Rijn, da Utrecht verso l'Hollandse IJssel. Dopo che Utrecht nello stesso anno aveva ottenuto il titolo di città è iniziato lo scavo della parte meridionale dell'Oudegracht tra il Bijlhouwerbrug e il Gaardbrug. La città in questo periodo venne protetta da un fossato (ancora esistente) e poi da mura.
Scavata la parte meridionale, il canale è stato completato anche se ha assunto l'attuale nome solo dopo la costruzione del Nieuwegracht intorno al 1393. Il canale era ed è ancora utilizzato come via di trasporto per le merci e materiali da costruzione. L'acqua del canale è stata in passato utilizzata per tutti i tipi di processi di produzione come birra o conciatura del cuoio e per spegnere incendi.

## Iwervene iwervenkelders
Durante gli scavi il terriccio fu utilizzato per rialzare gli argini riducendo il rischio di alluvioni e su questi furono costruite le case dei commercianti, poi nella seconda metà del XII secolo si ebbe l'idea di scavare delle cantine (kelders) al di sopra delle banchine, sotto le case.
Con la costruzione di chiuse, in particolare il Weerdsluis nel 1275, fu possibile tenere il canale sotto controllo e l'acqua è stata mantenuta a un livello basso e le cantine di stoccaggio delle case sono state in gran numero costruite sotto le strade al canale. Poi furono costruite nuove banchine (werven) su misura per le cantine e così si ebbe il tipico aspetto dell'Oudegracht con i suoi wervenkelders. Quando il processo fu completato nel XV secolo, si venne a creare un porto di due chilometri lungo il quale si erano sviluppati due moli paralleli che per secoli furono la vita della città di Utrecht.
Le cantine con relativo pezzo di banchina appartenevano al proprietario della casa che vi era sopra e ce n'era una grande varietà. Quando nel XVI e XVII secolo il livello della strada venne ulteriormente alzato furon alzate anche le cantine. Fino al XVIII secolo erano solitamente chiuse da una recinzione di legno sul lato del cortile, dopo di che passarono gradualmente alle pareti in pietra. Apparirono anche le prime balaustre di ferro sulle pareti, che gradatamente sostituirono quelle di legno.
Alla fine del XIX secolo le banchine e le cantine persero la loro utilità come botteghe o magazzini ed entrarono in un periodo di decadenza. Dal 1948, il Comune di Utrecht ha acquistato le banchine e le pareti esterne delle cantine ed è iniziato un processo di restauro ma anche di uniformazione: le varie recinzioni che separavano le diverse proprietà scomparvero e da quel momento  le banchine sono diventate come un marciapiede pubblico lungo il canale mentre le cantine sono in gran parte caffè o ristoranti.